# Els Nerets
Els Nerets és un indret del terme municipal de Talarn, al Pallars Jussà. És el territori situat a orient del terme, al sud-est de la Central FECSA-Nerets, en el pendís que puja cap a la Serra de Nerets. S'ha trobat un jaciment arqueològic paleolític: Jaciment arqueològic dels Nerets, inclòs a l'Inventari del Patrimoni Arqueològic i Paleontològic de Catalunya.

## Jaciment arqueològic
Els Nerets conté un jaciment paleolític a les muntanyes de Neret de Tremp al centre de la Conca de Tremp, prop l'estret de Susterris, per on passa la Noguera Pallaresa. al terme municipal de Talarn, a la comarca del Pallars Jussà. El jaciment és format per karst oberts a causa de la dissolució de fòssils sorrencs. En els barrancs formats per aquests dissolució és on apareixen les restes materials. El jaciment és un lloc d'habitació sense estructures datat del Paleolític inferior arcaic, als darrers moments del Plistocè mitjà en transit cap al superior, un període escàs a Catalunya, d'aquí ve la importància que ha portat a excavar aquest jaciment. El jaciment va ser descobert per un aficionat que recollia restes lítiques, les quals va cedir als arqueòlegs perquè poguessin investigar-les. Arran d'aquest fet es visita el jaciment per veure les seves possibilitats.
El 1995 es va dur a terme una excavació d'urgència per part del Consell Comarcal del Pallars Jussà, ja que des de feia anys els agents erosius i les activitats dels espoliadors estaven malmetent greument el jaciment. El 2003 es va dur a terme una excavació amb projecte d'investigació pel Museu de la Conca Dellà de l'Institut de Paleontologia Miquel Crusafont.
S'han trobat bases lítiques negatives de primera generació de configuració centrípeta associades a unifacials uniangulars de gran mesura, industria axeuliana evolucionada pròpia del Paleolític mitjà.